# 丹地市政廳
丹地市政廳（英語：Dundee City Chambers）是一個位於蘇格蘭邓迪的市政設施，市政廳亦是丹地市議會的總部。這建築物是屬於B項登錄建築。

## 歷史
市政廳建立原本目的是用來取代位於高街的舊市政大樓，該大樓建立1734年，由威廉·亞當設計。
新市政廳由詹姆斯·麦克莱伦·布朗根據约翰·詹姆斯·伯内特爵士的草圖設計，在1933年11月30日正式開幕。市政廳採用對稱正面設計，兩翼大樓有17個凸窗面向廣場，而主翼左右則各有5個凸窗，窗外是拱廊。一樓有一個石陽台，及數個兩層高的窗戶 。
在開幕前，市政廳大樓內安裝了一系列花窗玻璃，由丹地藝術學院亚历克斯·罗素設計，主題包括：城市紋章，1297年威廉·華萊士進攻丹地城堡，1327年羅伯特一世授予丹地憲章，1561年玛丽一世獲得丹地的鑰匙和1689年邦尼·邓迪去參加基利克兰基戰役途中。舊市政大樓的玻璃枝形吊燈亦拆下來安裝在市政廳的議會廳內。
二戰後，市政廳內設立了一座紀念牌，獻給在兩次大戰中犧牲的第51高地师本地軍人。
市政廳亦是丹地集團的總部，直到1975年5月由丹地地方議會取代，歸在泰賽德大區下，1996年蘇格蘭行政區重整，丹地成為一個獨立市議會。